# Bar (fiume)
La Bar è un fiume francese che nasce nelle Ardenne e sfocia nella Mosa.

## Geografia
Di 61,6 km di lunghezza, la Bar nasce nell'est del dipartimento delle Ardennes sul territorio del comune di Autruche, situato a ovest della località di Buzancy, nelle Argonne ardennesi. Il suo corso piega rapidamente vers nord, direzione principale che il fiume manterrà per tutta la lunghezza del suo percorso. Quest'ultimo si sviluppa completamente nel  dipartimento delle Ardenne. Il fiume bagna successivamente le località di Brieulles-sur-Bar, Les Petites-Armoises, Tannay, Vendresse, Chémery-Chéhéry, Omicourt, Cheveuges, Saint-Aignan e Villers-sur-Bar. Essa confluisce nella Mosa sui territori dei comuni di Dom-le-Mesnil e Villers-sur-Bar, tra i quali funge da confine, di fronte a Vrigne-Meuse, a qualche chilometro a valle di Sedan. 

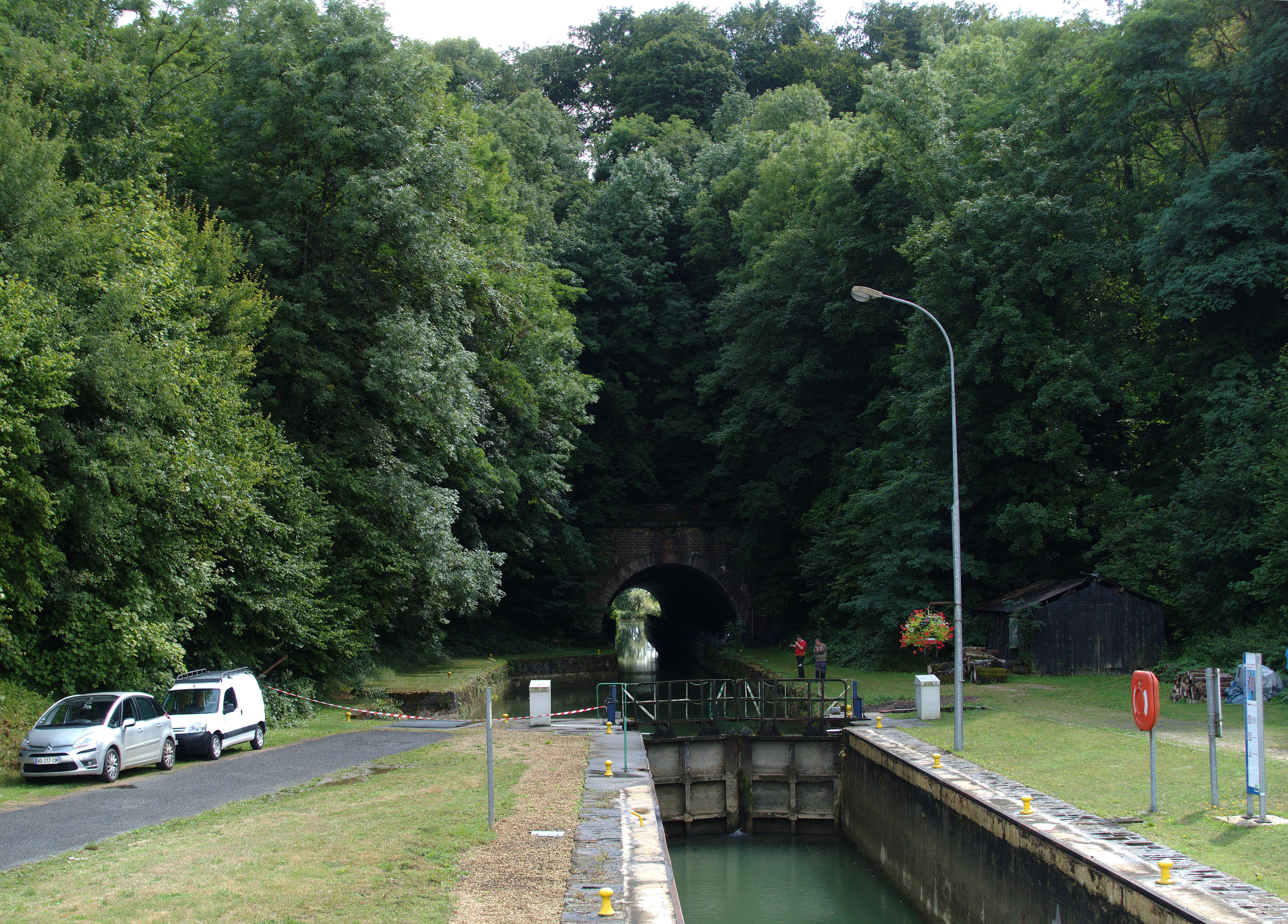
Canale delle Ardenne nella valle della Bar: tunnel e chiusa a Saint-Aignan.

Per la maggior parte della sua lunghezza, tra le Petites-Armoises e Vrigne-Meuse, la valle della Bar ospita il canale delle Ardenne che collega l'Aisne e la Mosa. Questo canale fu costruito ai tempi di Luigi Filippo e richiese la costruzione di 27 chiuse dalla parte dell'Aisne. Fu costruito anche uno sbarramento su un affluente della Bar, il Bairon, formando un lago artificiale destinato ad alimentare di acqua il canale. Oggi questo lago, lungo quattro chilometri è diventato una base importante di divertimento situata nel territorio dell'ex comune del Chesne, località che si trova a due chilometri a ovest del corso della Bar.

## La fauna
Notare che, nel bacino idrografico della Bar, uno ZNIEFF (o Zona naturale d'interesse ecologico, faunistico e floreale) è stato decretato tra le località di Tannay e Vendresse, sotto il nome di "Les Prairies de la Vallée de la Bar entre Tannay et Vendresse" (Le praterie della valle della Bar tra Tannay e Vendresse.) Questa costituisce l'habitat di non meno di 70 specie animali e una specie di fanerogame protette, così come 28 specie animali e quattro specie vegetali minacciate.

### La fauna dei vertebrati

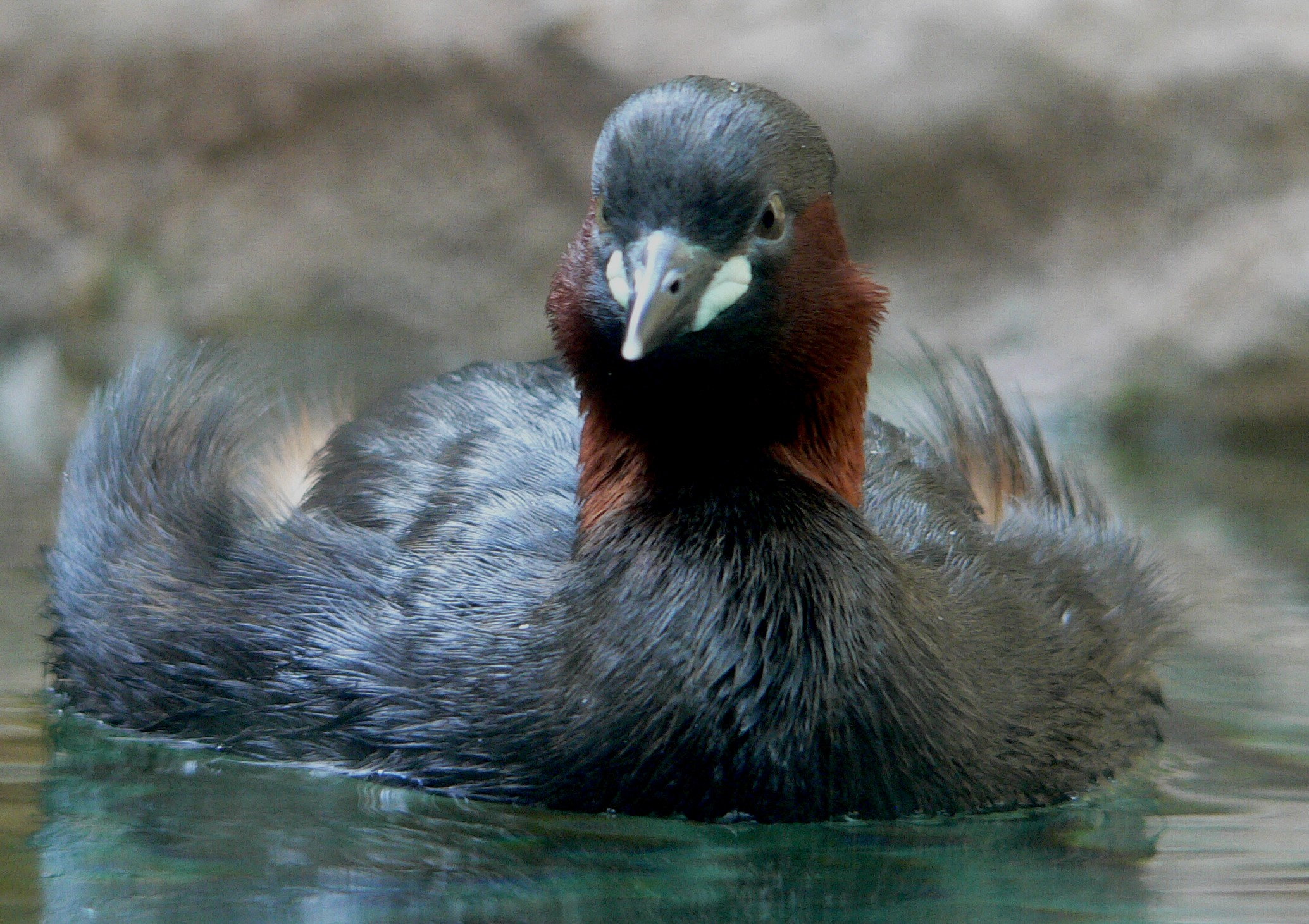
Tuffetto comune

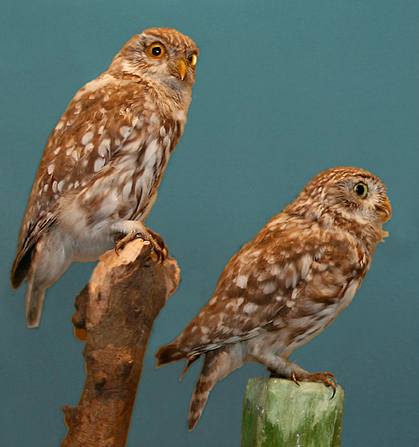
La civetta

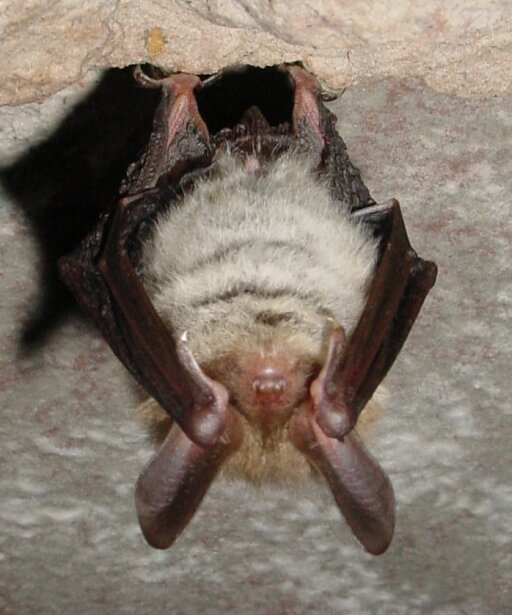
Il pipistrello Vespertillion di Bechstein è ben rappresentato nella valle della Bar

La fauna della ZNIEFF è estremamente ricca e variata. Ciò che causa soprattutto questa ricchezza, sono le inondazioni che la ricoprono periodicamente, attirando molteplici uccelli, in inverno e all'inizio della primavera soprattutto. 
La Bar, i torrenti affluenti e i numerosi stagni del bacino ospitano una fauna piscicola varia. Il fiume è una zona di riproduzione importante per la bottatrice. Vi si trova anche il cobite barbatello (in regressione sensible in Francia). Queste due specie figurano nel libro rosso della fauna minacciata di estinzione in Francia.
Si trovano anche il luccio, la lampreda di ruscello, l'alburno di fiume, la trota fario, il barbo, il cavedano europeo, il gobione, la sanguinerola. La sandra è molto rara, salvo che negli stagni ove è stata introdotta per la pesca. 
A nord della zona della ZNIEFF, antiche cave di pietrisco si sono trasformate in stagni artificiali. Vi si trova il rodeo, pesce molto sensibile all'inquinamento, considerato appartenente a una specie vulnerabile. Vi si trovano anche la carpa, la tinca e più raramente lo spinarello nordico.
La fauna anfibia è variegata, data la presenza di specchi d'acqua e di numerosi fossati. Vedasi soprattutto la raganella europea, protetta in Europa, iscritta nell'allegato II della convenzione di Berna. 
Ma è l'avifauna che è la più rimarcabile. Vi si elencano non meno 56 specie di uccelli, dei quali 39 protetti e 8 in pericolo di estinzione. 
Le specie di anatra sono varie ed esse sono numerose. Frequentano tutti gli ambienti aquatici, compresi i corsi d'acqua: mestoloni, codoni comuni, fischioni, marzaiole, svasso maggiori e folaghe comuni, gallinelle d'acqua, ecc. Gru cenerine possono essere osservate (passaggio e breve svernamento parziale) così come numerosi passeriformi. Si può anche assistere a passaggi importanti di cesene e di tordi sasselli). Nelle aree di bocage o di prateria, si trovano le Saxicola torquatus, l'averla maggiore, l'averla capirossa, il codirosso. 
Quanto ai settori paludosi, essi ospitano la cannaiola e la cannaiola verdognola. 
I predatori rapaci sono ben presenti: la poiana comune, l'astore, il nibbio bruno, il nibbio reale e lo sparviero. 
Numerose specie rare, trovano là uno degli ultimi luoghi ove possono nidificare: più precisamente, si tratta del chiurlo, molto raro, della pavoncella (la quale presenta numerosi esemplari nel passo e nello svernamento), della saxicola rubicola, dell'averla piccola, in regresso importante, della pispola, della rondine riparia, della civetta e dell'albanella minore.
La zona si caratterizza anche per l'importante presenza di differenti specie di pipistrelli, numerose colonie importanti si trovano in prossimità della ZNIEFF, a Vendresse, al Mont-Dieu e a Chémery-sur-Bar, i cui componenti vengono a cacciare su questo territorio. Si nota anche la presenza dei ferri di cavallo minore e maggiore, del vespertilio maggiore, della nottula comune, del vespertilio di Bechstein, di quello di Brandt e di quello smarginato. 
Si può parimenti incontrarvi il toporagno d'acqua eurasiatico, specie protetta. 

### La fauna degli insetti

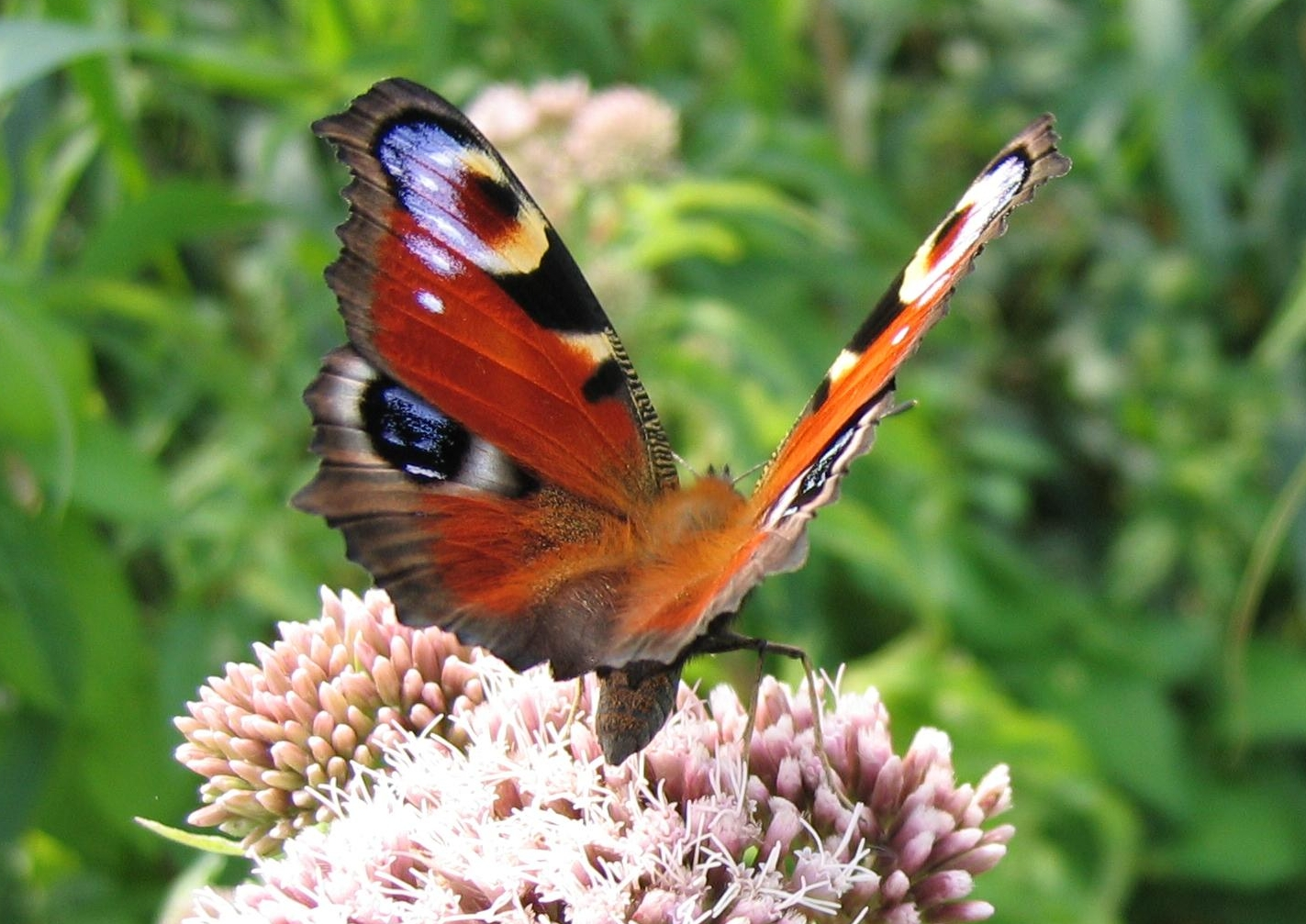
Le farfalle Vanessa frequentano anch'esse la valle della Bar

Anche gli insetti rari sono frequenti e tra loro due farfalle degne di nota, la licena delle paludi e la Daphnis. Tutte e due sono in pericolo in tutta Europa e sono protette con inscrizione all'allegato II della convenzione di Berna. 
Ma si trovano anche altre farfalle diurne o notturne quali il macaone, la cedronella, la vanessa, la vanessa del cardo, l'argo azzurro, la piccola sfinge della vite e la grande sfinge della vite.
Più di venti specie di odonata (libellule e damigelle) sono state osservate, delle quali cinque sono considerate a rischio: la libellula fulva, l'orthetrum bruno, il Gomphus vulgatissimus, l'agrion grazioso e l'aeshne primaverile. Altre libellule e damigelle caratteristiche degli ambienti umidi vi si incontrano egualmente, come la Libellula depressa, la lestes sponsa, la Ischnura elegans, la Coenagrion puella, la cordulie bronzata e altri ancora.
Numerose caeliferi frequentano egualmente questi luoghi sei dei quali sono iscritti sulla lista rossa regionale: la cavalletta dalla schiena verde, la cavalletta marginale, la cavalletta delle montagne, la cavalletta sanguinante, il Conocephalus dorsalis e una cavalletta geofita, il tetrix nutans.
Naturalmente vi si incontrano ugualmente specie più comuni, come la fanerottera, fanerottera caudata, la roeseliana roeselii, la grande sauterelle verde, il cortippo melodioso, il cortippo bruno e la cavalletta a lungo corsaletto.

## Affluenti
- La Bièvre
- Il Bairon e il suo lago.